# 프레드보르

프레드보르의 위치

프레드보르(슬로베니아어: Preddvor, 독일어: Höflein 회플라인[*])는 슬로베니아의 도시로 면적은 87.0km2, 인구는 3,200명(2002년 기준), 인구 밀도는 36.8명/km2이다.